# Moisés (Michelangelo)
Moisés (Mosè [moˈzɛ]) é uma das principais obras do artista renascentista Michelangelo. Conta-se que após terminar de esculpir a estátua de Moisés, Michelangelo passou por um momento de alucinação diante da beleza da escultura. Bateu com um martelo na estátua e começou a gritar: Por que não falas? (em italiano:  Perché non parli?).
Segundo Ernesto Fischer, no seu livro "A necessidade da arte" (capítulo II), esta obra não só personificava o ideal do homem do Renascimento ("a corporificação em pedra de uma nova personalidade consciente de si mesma"), como também se apresentava como um repto para que a sociedade de então encarnasse esse ideal - no fundo, o mesmo desejo de Moisés, ao trazer as tábuas da lei que deveriam reformar a sociedade do seu tempo.
Ao observar atentamente a estátua, pode-se verificar que Moisés possui um par de chifres acima dos seus olhos, nascendo por baixo dos seus cabelos. Uma explicação para o sucedido poderá ser a tradução errada de karan (baseado na raiz keren, que geralmente significa "chifre"; o termo é atualmente interpretado como significando "radiando" ou "emitindo raios") feita por São Jerônimo para o latim.
A escultura está na basílica de San Pietro in Vincoli, Roma.

## Antecedentes
Em 1505, o Papa Júlio II encomendou uma tumba ao artista florentino Michelangelo. A obra foi concluída em 1545, sendo que o Papa morreu em 1513. O projeto original da tumba incluía um massivo mausoléu com mais de 40 peças de escultura. A estátua de Moisés teria destaque central em um pedestal de aproximadamente 3,7 metros de altura, em oposição à outra escultura representando Paulo de Tarso. No entanto, conforme o avanço do conjunto, o projeto original foi modificado gradativamente até dar lugar à obra tal como se encontra atualmente. A figura de Moisés ocupa o espaço central na seção inferior do monumento.

## Descrição
Na biografia de Michelangelo, Giorgio Vasari escreveu: "Terminou o Moisés, de cinco braças, de mármore, estátua que não terá jamais coisa moderna que lhe possa disputar a beleza, e das antigas pode-se dizer o mesmo: sentando-se com gravíssima atitude, pousa um braço sobre as tábuas seguras por uma das mãos, e com a outra traz a barba anelada e longa, esculpida no mármore em tal maneira, que os cabelos, onde tanta dificuldade encontra a escultura, são executados muito sutilmente plumosos, suaves, desfiados, a ponto de o ferro parecer transformar-se em pincel. Além disso, parece que ao contemplares a beleza da face, com aura de verdadeiro santo e terribilíssimo príncipe, sintas o desejo de pedir-lhe um véu para cobri-la, tão esplêndida e brilhante se mostra. E tão bem retratou no mármore a divindade que Deus emprestara àquele santíssimo semblante, para não falar dos panos revoltos, finalizados no giro belíssimo das pregas, dos músculos dos braços e da ossatura e nervos das mãos, executados com tanta beleza e perfeição, e das pernas, dos joelhos e dos pés tão bem plantados, que Moisés pode, hoje mais que nunca, chamar-se amigo de Deus, que tão antes dos outros quis, pelas mãos de Michelangelo, compor lhe e preparar lhe o corpo para a ressurreição. E prossigam os judeus, como fazem a cada Sabá, homens e mulheres, tal qual estorninhos, a ir em fila visitá-lo e adorá-lo, que não o adorarão como coisa humana, mas divina."
Na tradução para língua portuguesa de "Moisés de Michelangelo", Freud afirma: "O Moisés de Michelangelo é representado sentado; o corpo volta-se para frente, a cabeça com a pujante barba olha para a esquerda, o pé direito repousa sobre o solo e a perna esquerda acha-se levantada de maneira que apenas os artelhos tocam o chão. O braço direito une as Tábuas da Lei a uma parte da barba e o esquerdo repousa sobre o colo."

### Chifres
A estátua possui em sua cabeça o que são comumente aceitos como dois chifres.
A representação de Moisés com chifres decorre da descrição do rosto de Moisés como "cornuto" na tradução Vulgata da passagem em que o profeta retorna ao povo após receber os mandamentos pela segunda vez. São Jerônimo esforçou-se por traduzir com fidelidade o texto massorético original, que faz uso do termo Karan (baseado no radical keren, por muitas vezes traduzidos como "chifres"); o termo, no entanto, tem a conotação de "brilhante" ou "reluzente". Apesar de historiadores defenderam que São Jerônimo cometeu um erro, o próprio parece ter visto o termo keren como uma metáfora para "glorificado", baseado em outros de seus comentários. A Septuaginta, que São Jerônimo também tinha como fonte de tradução, traduz o versículo como: "Moisés não sabia que a aparência da pele do seu rosto estava glorificada". Em geral, teólogos e estudiosos medievais entendem que São Jerônimo tinha a intenção de expressar o rosto de Moisés, ainda que por uso da palavra latina "cornuto". Há ainda entre os estudiosos a compreensão de que o original hebraico foi de trabalhosa tradução.